# Robert Hussey
Robert Hussey (* 20. Januar 1993 in Queens, New York City, New York) ist ein US-amerikanischer Schiedsrichter im Basketball, der seit dem Jahr 2020 in der NBA tätig ist. Er trägt die Uniform mit der Nummer 85.

## Karriere

### College-Basketball
Vor dem Einstieg in die NBA arbeitete er für fünf Jahre als College-Basketballschiedsrichter in der Sunshine State Conference, Atlantic Sun Conference, Mid-Florida Conference und der Southern Conference.

### National Basketball Association
Boland begann im Jahr 2020 seine NBA-Schiedsrichterlaufbahn beim Spiel der Memphis Grizzlies gegen die San Antonio Spurs.
Zuvor war er als Schiedsrichter in der NBA G-League und der Women’s National Basketball Association tätig.